# Pombero
Il Pombero, conosciuto anche con il diminutivo di Pomberito, è un personaggio popolare della mitologia guaranì paraguaiana. È chiamato anche Karai Pyhare (Signore della notte) o anche Kuarahy Jára (Padrone del sole).

## Caratteristiche fisiche
Esistono due diverse versioni sulla figura del Pombero. Una di esse lo descrive come un uomo di bassa statura, villoso, con braccia lunghissime e mani sproporzionate, gambe corte e piedi enormi girati all'indietro per disorientare chi dovesse cercarlo attraverso le sue orme. È sprovvisto delle articolazioni del gomito e del ginocchio, il che rende i suoi movimenti sgraziati e grotteschi. A volte indossa un grande cappello di paglia, tuttavia non indossa abiti; nell'iconografia tradizionale il suo membro virile è spesso nascosto dalla lunga barba che arriva fin quasi a terra. Un'altra versione, la più antica tra quelle giunte a noi, lo vede invece come un uomo alto e magro.

## Mitologia
Inizialmente il Pombero era considerato lo spirito protettore degli uccelli della foresta, ma il suo mito si è evoluto con l'avanzare del tempo, acquisendo numerose altre caratteristiche. Si adira quando un cacciatore uccide più prede di quante possa consumarne. Se ciò capita, si può trasformare in un animale o in una pianta con lo scopo di indurre colui che ha infranto le regole della natura a perdersi nella foresta. Si comporta allo stesso modo con i pescatori che prendono più pesci del necessario, o con i tagliaboschi che abbattono troppi alberi. Essendo una creatura notturna, il Pombero si nasconde nei camini per ascoltare tutto quello che succede nelle case che sceglie di visitare; non si deve mai pronunciare il suo nome a voce alta dentro casa, perché ciò lo fa arrabbiare.

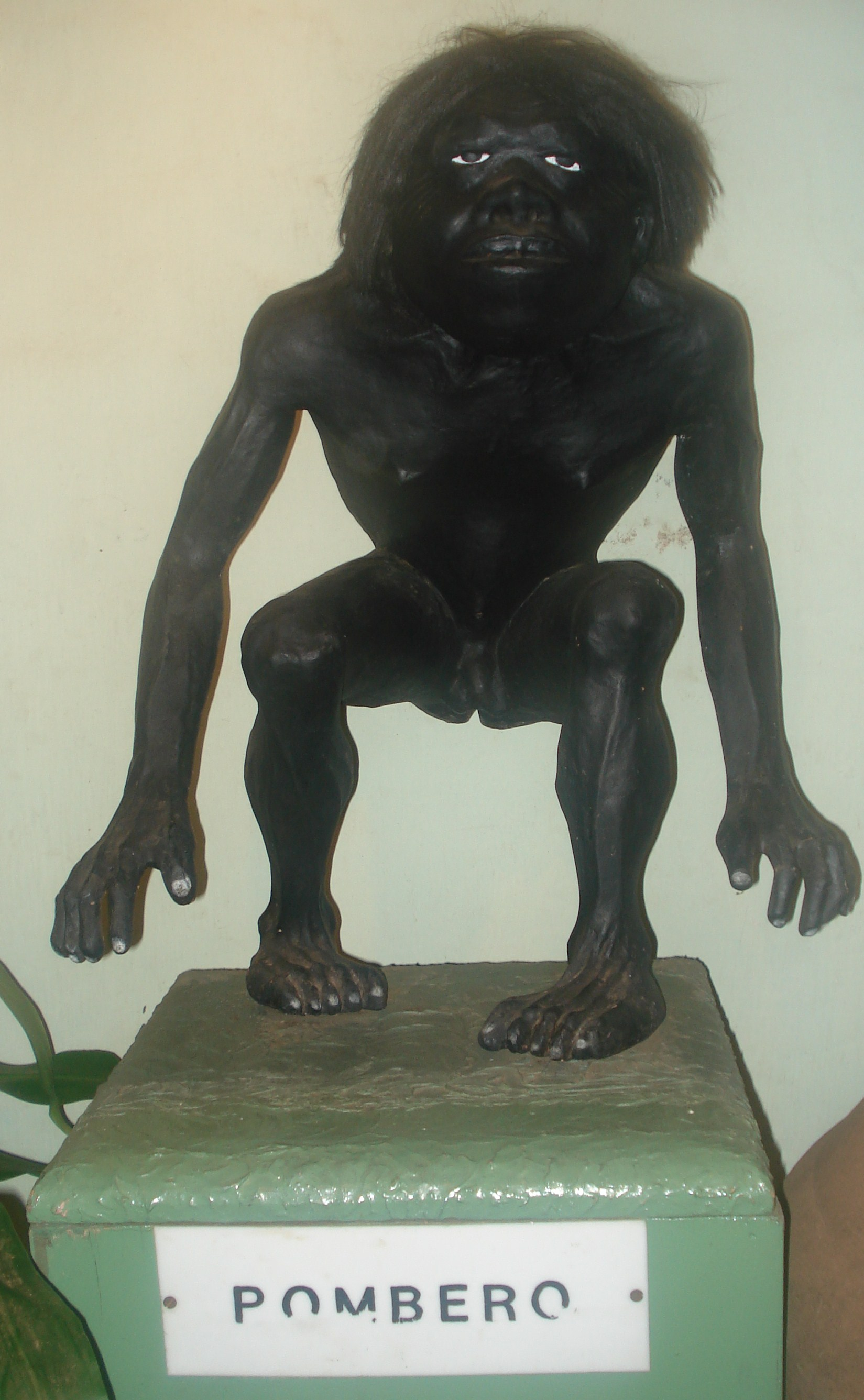
Immagine del Pombero

Nella cultura paraguayana e guaraní è tradizionalmente considerato il responsabile della nascita di figli al di fuori del matrimonio, poiché il Pombero rapirebbe le donne, specialmente quelle non battezzate, e le violenterebbe, lasciandole andare solo dopo aver soddisfatto le sue voglie. Secondo alcune versioni del mito, può perfino ingravidare le donne semplicemente appoggiando il suo dito sul loro ventre; questo capiterebbe se la donna nubile che ne subisce la visita evitasse di offrirgli tabacco e miele. Il Pombero può essere amico o nemico. Si può ingraziarselo offrendogli miele e tabacco per trenta notti consecutive dietro il cancello di casa; in questo caso proteggerà i cavalli ed il bestiame, porterà il cacciatore alle prede migliori e il pescatore nelle zone più pescose. Se però si viene meno alla promessa la sua vendetta sarà implacabile. Nel caso di inimicizia si andrà incontro ad una serie di pericoli nel bosco, oltre che ai dispetti che questa figura provocherà nella casa dei malcapitati, come la caduta di oggetti o lo sbattere delle porte in piena notte. A differenza della figura cristiana di Satana, alla quale è a volte accostato, il Pombero, pur condividendone la sfrenata lussuria, non è una figura che fa del male solo per il gusto di farlo, ma è anche un guardiano dell'equilibrio ecologico.

## Leggende simili
Tra gli araucani esiste una figura mitologica simile a quella del Pombero: è il Peukén, una creatura delle regioni boscose, bassa e lasciva, che persegue anch'essa le donne.

## Origine del nome
L'origine del nome è forse da ricercare nella zona meridionale del Brasile, dove viene chiamato “Pombeiro”, colui che spia. Gli aborigeni Pampas invece chiamavano ”Bomberos” le persone che marciavano nelle linee di avanguardia, riconoscendo il terreno, durante le incursioni. Probabilmente il termine Pombero deriva da una di queste due figure.